# Thereva varipes
Thereva varipes är en tvåvingeart som först beskrevs av Macquart 1847.  Thereva varipes ingår i släktet Thereva och familjen stilettflugor. Inga underarter finns listade i Catalogue of Life.